# Cyclone Oli (2010)
Le cyclone Oli (désignation Nadi 07F, désignation JTWC 12P) est un cyclone tropical formé le 29 janvier 2010 à 700 kilomètres au nord-ouest des Fidji. Cette tempête cyclonique sévère (catégorie 4 selon la classification australienne) est la première dans la région depuis le cyclone Gene au début de l'année 2008. 
Frappant durement la Polynésie française, il cause un mort à Tubuai et des milliers de sans-abri, principalement dans les archipels de la Société et des Australes.

## Déroulement des intempéries
La dépression tropicale O7F est identifiée par les services météorologiques fidjiens (FMS) tôt dans la journée du 29 janvier, et localisée à quelque 700 kilomètres au nord-ouest de l'île de Suva (Fidji). Limitée alors à un amas nuageux se déplaçant est-sud-est, la dépression montre un regain d'activité convective le 1er février et est classée comme cyclone tropical sous la désignation 12P (JTWC) le lendemain.
Le passage du cyclone à Bora-Bora avec des vents violents de l'ordre de 120 km/h en moyenne et des vagues pouvant atteindre les sept mètres entraîne la paralysie des activités (fermeture de l'aéroport en particulier). Plusieurs infrastructures sont sérieusement endommagées par les rafales de vent, tandis que plusieurs personnes sont victimes de chutes de tôles arrachées des toits par la puissance des éléments. Des coupures d'électricité sont signalées à Raiatea, Tahaa, Huahine et Bora-Bora, certains quartiers étant par ailleurs partiellement inondés. Plusieurs pontons sont totalement détruits à Raiatea. 
Parallèlement, l'alerte rouge est également déclenchée à Tahiti et Moorea le 4 février, alors que le système ne tarde pas à s'approcher dangereusement de l'archipel de la Société, où les premières averses et rafales de vent sont enregistrées. Les autorités ordonnent l'évacuation de près de 4 000 personnes habitant des lieux considérés comme particulièrement exposés (bords de mer et berges des rivières notamment). Avec des rafales atteignant à peine les 100 km/h, Papeete et son agglomération sont relativement épargnés, malgré de violentes averses et une mer démontée (creux pouvant atteindre les six mètres). Le renforcement notable du système à l'approche des îles Australes, où des rafales à 260 km/h ont été relevées, explique que ce soit cette partie du territoire polynésien qui ait payé le plus lourd tribut. C'est sur l'île de Tubuai qu'a été relevée la seule victime connue du cyclone, un homme de 40 ans.
Au total, les intempéries ont provoqué des dégâts sur près de 500 maisons particulières (303 aux îles Sous-le-Vent, 78 aux îles du Vent et 154 aux îles Australes).